# Genevois (langue)
Pour les articles homonymes, voir Genevois.
Le genevois est le nom donné dans le canton de Genève au dialecte francoprovençal qui y fut parlé pendant longtemps. Le dialecte genevois n'est plus parlé que très minoritairement au XXIe siècle.
En ville, le français s’est imposé dès la Réforme et a été encore renforcé avec l’arrivée de plus de 3000 huguenots à la fin du XVIIIe siècle ; les derniers locuteurs de patois disparaissent de l’agglomération dans les années 1850 déjà. En 1908, le Dictionnaire géographique de la Suisse note que le patois est « déjà fort rare dans les anciennes communes genevoises, les communes catholiques le conservent un peu mieux ». Il subsistera en effet quelques locuteurs dans ces campagnes jusque dans les années 1930, notamment à Aire-la-Ville et Bernex.

## Littérature

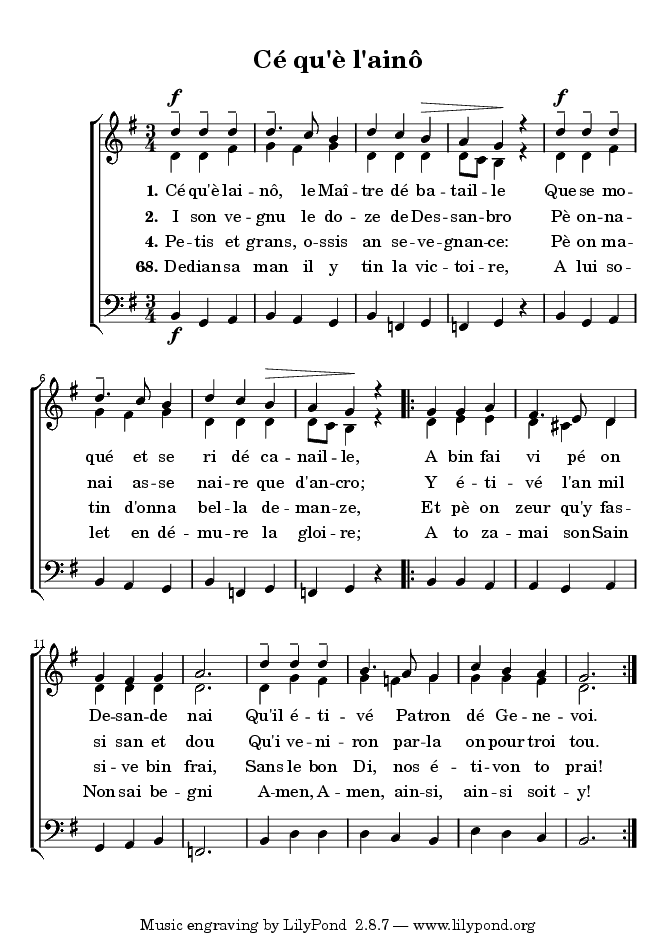
Partition du Cé qu'è lainô accompagnée des paroles des quatre couplets chantés usuellement.

Le plus ancien document original écrit en dialecte genevois, et conservé aux Archives d’État, est un pamphlet de 1547 de Jacques Gruet,.
Le Cé qu'è lainô, hymne officiel du canton de Genève est en genevois. Son titre signifie en français Celui qui est en haut. Il a été composé vers 1603, après l'attaque du duc de Savoie contre la ville, dite de l’Escalade, fin 1602.
L'association Aliance Culturèla Arpitana, fondée en 2004 à Lausanne, est à l'initiative de la publication par les éditions Casterman d'un album de Tintin en arpitan (francoprovençal). Dans cette traduction de L'Affaire Tournesol, Tintin parle en francoprovençal genevois. L'afére Pecârd (en hommage au professeur vaudois Auguste Piccard) est paru en 2007.

## Vie courante
C’est à Camille Fleuret, originaire de Bernex, que l'on doit la seule trace sonore d’une personne dont le patois genevois est sa langue maternelle. Longtemps oublié, cet enregistrement de 1932 a été retrouvé, en 2000, dans les archives phonographiques de l’Université de Zurich. On y entend Camille Fleuret raconter la moisson : « Y a souasànt a sèptànt an, on kopîv lu blyâo aoué l volàn »,.

### Exemples
Le rat de velle et celi de la campagne
Y avet na vioza on rat de Zeneva

Qu'en invita ion de Vezena,

Leu dezant que saret contran

D'agouta na vioza dou ortolans.

Y est su on tapi tot en dentelles

Qu'étivon bouta lou ecouelles.

Vo povi penshia la via

Qui firont celeu shancre de rats.

Pe le dinna é fù bin brâve,

Se ny est que la spa y mancâve.

Ma quâcon vin to troblia

Pendant que l'etivon encor a mazia.

Y est vet la pourta de la couzena,

Qui a quacon, det cé de Zeneva.

E poue e va dian on zerlo

E cé de Vezena nè to.

Quand cela shancre de fenna se fu moda,

Lou rats commencivont a carriata.

Le rat de la velle det: E n'en fâ ran lassi.

- De quel ? - Eh de noutron ruti.

Y est preu det, fâ le paysan,

Te vindrai zi mè deman.

Ny est pas que de n'aime pa

To celeu festin de gala,

Ma nion ne vin me zena

Quand de cé apré a dinna.

Arvi, m'n'ami. De ne vu ran d'on plaisi

Quand de doive en être deranzi.